# Dimetazan
Dimetazan (Elidin) je stimulansni lek iz ksantinske klase. On je srodan sa kofeinom i teofilinom. On takođe ima umirujuće i respiratorno stimulišuće dejstvo i bio je u prodaji kao antidepresiv.

## Literatura
- O'Neil, Maryadele J. (2001). The Merck index: an encyclopedia of chemicals, drugs, and biologicals. Rahway, NJ: Merck Research Laboratories. ISBN 978-0-911910-13-1.